# 马丁·哈夫拉特
马丁·哈夫拉特（捷克語：Martin Havlát，1981年4月19日—），捷克男子冰球运动员。他曾代表捷克国家队参加2002年和2010年冬季奥林匹克运动会冰球比赛，分别获得第五名和第七名。